# مطار آيندهوفن

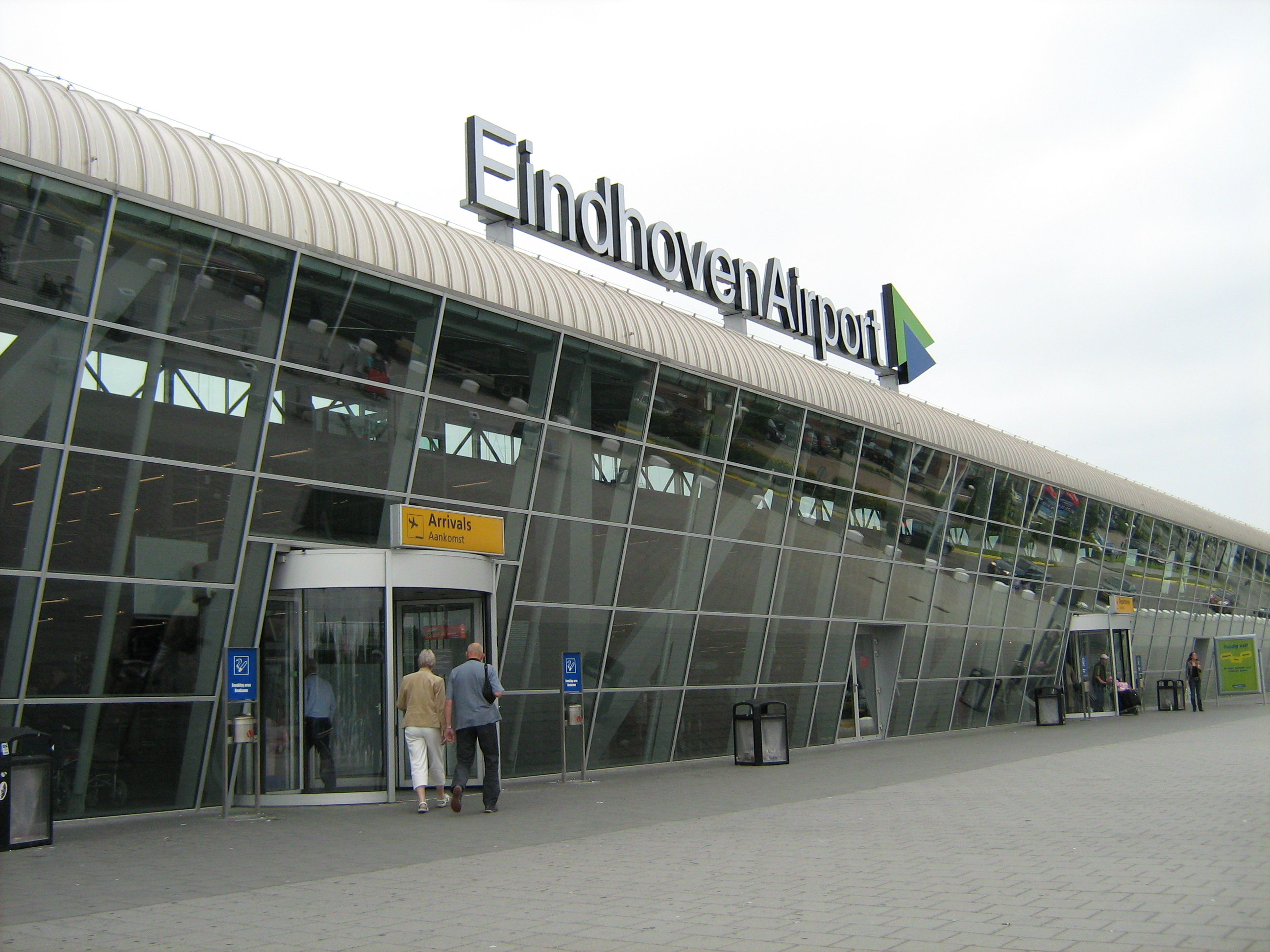
مطار ايندهوفن(هولندا)

مطار آيندهوفن الدولي (إياتا: EIN ، إيكاو: EHEH) يخدم آيندهوفن بهولاندا، يبعد عن آيندهوفن بحوالي سبعة كلم،
في الترتيب من حيث عدد المسافرين يحتل المطار المرتبة الثانية في هولاندا بعدد 3,9 مليون مسافر سنة 2014، و 4. 3 مليون مسافر سنة 2015

## الاستعمال
المطار يستعمل كمدني وعسكري أيضاً

## تاريخ
بني المطار سنة 1932